# Drievorden
Drievorden ist ein Ort im Landkreis Grafschaft Bentheim und liegt zwischen Emsbüren (7 km) und Schüttorf (7 km) am Fluss Vechte. Drievorden und Engden bilden seit 1974 die Gemeinde Engden, welche wiederum zur Samtgemeinde Schüttorf gehört. 

## Religion
Bis 1767 war Drievorden eine Bauerschaft im Kirchspiel Emsbüren. Der Ort Emsbüren gehörte damals zum Hochstift Münster, Drievorden hingegen zur Grafschaft Bentheim. Dadurch kam es, dass Drievorden – ebenso wie Engden – überwiegend katholisch blieb, wohingegen die Grafschaft Bentheim zum größten Teil reformiert geprägt ist.

## Kultur
Auch heute noch ist Drievorden stark landwirtschaftlich orientiert. Jährliches Großereignis in der Ortschaft ist das Schützenfest des Schützenvereins St. Hubertus. Es findet in der restaurierten alten Schule statt.

## Geschichte

### Namensherleitung
Drievorden auch Drievörden (alt: Drieburi, um 1188 Drighvorden) wird nach dem Werdener Heberegister dem Bursibant zugerechnet. Das Bestimmungswort der alten Bezeichnung ist von der Zahl drei (alt: dri) abgeleitet. Das Grundwort steht ähnlich wie bei Emsbüren für niederdtsch. -büren, -bur(en), gleichbedeutend mit „kleines Haus“, „Wohnung“, „Hof“. Die jüngere Bezeichnung Drievorden soll drei Furten oder evtl. niederdeutsch Drief-Ort bezeichnen. Letzteres würde dann auf einen Sammelpunkt für das Bentheimer Zehntvieh hindeuten. Diese Annahme ist aber nicht gesichert.

### Eingemeindung
Am 1. März 1974 wurde Drievorden in die Gemeinde Engden eingegliedert.